# 쿠안돈군
쿠안돈군은 사뚠주의 행정 구역이다. 이 지역의 총 인구 수는 2005년 기준으로 22552명이다. 인구 밀도는 113.3km2이다.

## 행정 구역
| 번호 | 지명         | 태국어 지명 | 빌리지 | 인구  |  |
| 1.   | Khuan Don    | ควนโดน      | 9      | 8,478 |  |
| 2.   | Khuan Sato   | ควนสตอ      | 10     | 7,374 |  |
| 3.   | Yan Sue      | ย่านซื่อ       | 7      | 4,395 |  |
| 4.   | Wang Prachan | วังประจัน     | 4      | 2,305 |  |